# Amalaka

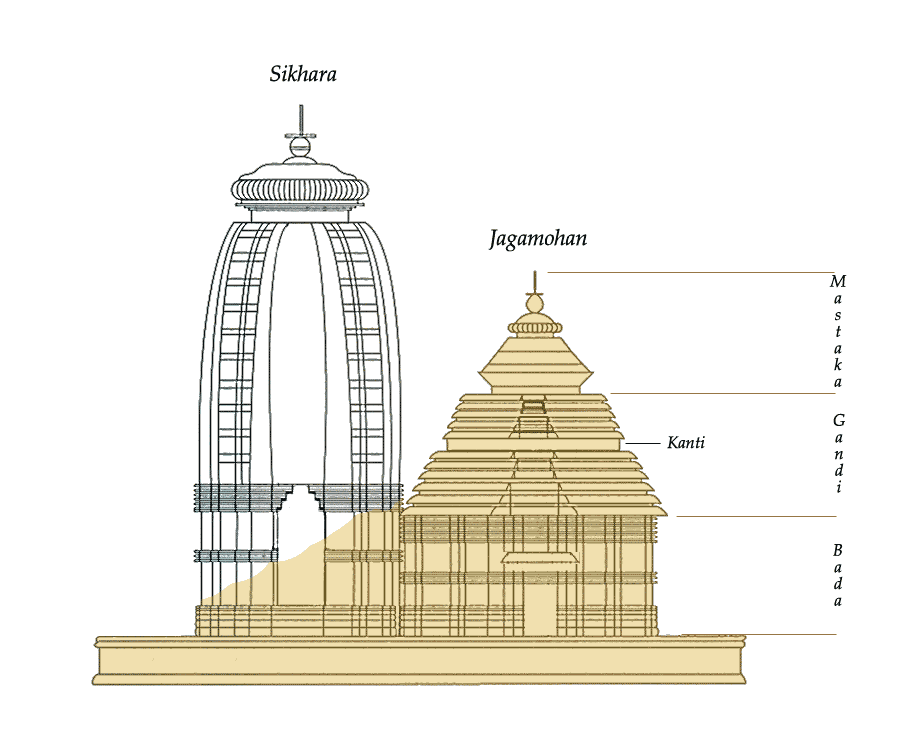

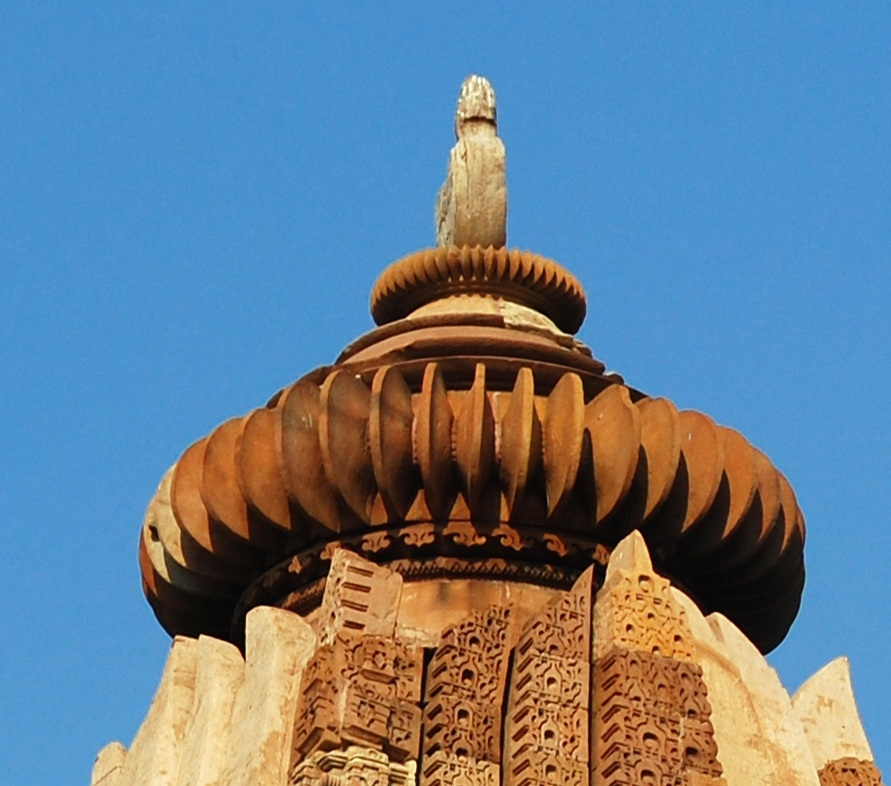
Amalaka świątyni Jagadambi w Khajuraho

Amalaka – element architektoniczny o kształcie pierścieniowym ze żłobkowanymi ścianami bocznymi, który wieńczy wieżową część śikhary.
Amalaka kształtem przypomina zgnieciony indyjski owoc o nazwie amalaka (Liściokwiat garbnikowy - Mirobalanus embilica).